# Rancho Viejo, Hueytamalco
Rancho Viejo är en ort i Mexiko.   Den ligger i kommunen Hueytamalco och delstaten Puebla, i den sydöstra delen av landet, 200 km öster om huvudstaden Mexico City. Rancho Viejo ligger 758 meter över havet och antalet invånare är 250.
Terrängen runt Rancho Viejo är bergig, och sluttar norrut. Runt Rancho Viejo är det ganska tätbefolkat, med 248 invånare per kvadratkilometer. Närmaste större samhälle är Teziutlan, 16,8 km söder om Rancho Viejo. I omgivningarna runt Rancho Viejo växer huvudsakligen savannskog.